# Blue's Clues & You!
Blue's Clues & You! (As Pistas de Blue e Você no Brasil, e As Pistas da Blue e Tu! em Portugal) é um renascimento da série de televisão Blue's Clues com um novo apresentador, Joshua Dela Cruz, e é co-produzida pela Nickelodeon Animation Studio, 9 Story Media Group e Brown Bag Films, estreou na Nickelodeon em 11 de Novembro de 2019.